# 阿斯特拉罕克里姆林
阿斯特拉罕克里姆林（俄语：Астраханский кремль）是位於俄羅斯城市阿斯特拉罕的一處要塞建築。阿斯特拉罕克里姆林位於阿斯特拉罕的最高處，在這裡可以眺望伏爾加河。多個世紀以來，阿斯特拉罕克里姆林都是俄羅斯在南疆的重要防禦據點。現在阿斯特拉罕克里姆林是一個博物館。

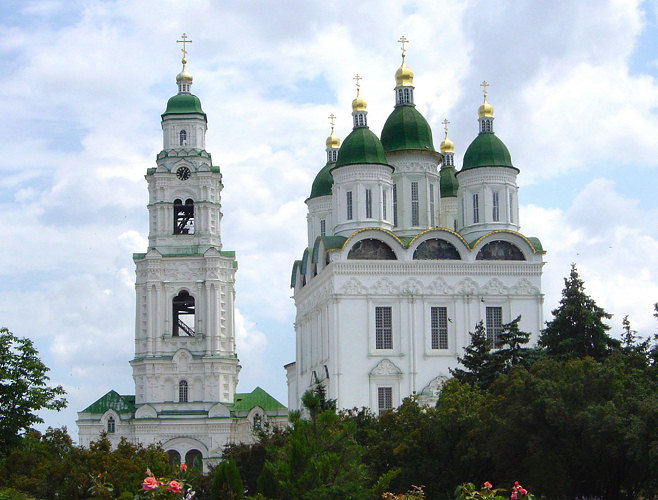

46°21′00″N 48°01′55″E / 46.35000°N 48.03194°E